# Сулфид
Сулфидите (S2-) са бинарните съединения на сярата. Сулфидите и хидрогенсулфидите (HS-) могат да бъдат разглеждани като производни на сероводородната киселина. Известни са и органични сулфиди от вида R–S–R′.

## Свойства
С изключение на газообразния H2S, всички сулфиди са твърди вещества. Единствените разтворими сулфиди са алкалните и (NH4)2S. Причина за това е ковалентният характер на връзката E–S. Сулфидите имат разнообразно оцветяване. То зависи от поляризиращото действие на S2- върху катионите: ZnS е бял, CdS – жълт, HgS – черен, As2S3 – жълт, Sb2S3 – оранжев, Bi2S3 – черен, Ga2S3 – бял, In2S3 – жълт, Tl2S3 – черен, SnS – кафяв, PbS – черен, β-MnS – розов, SnS2 – златистожълт.

## Реакции
Сероводородната киселина е много слаба и двуосновна (pKa1 = 6,99, pKa2 = 12,60). Във водни разтвори сулфидният йон хидролизира почти напълно и дори при разтворимите сулфиди концентрацията му е много ниска:
{\displaystyle {\ce {S^{2-}{}+ H2O <=> HS- + OH^-}}}
И двата аниона не съществуват в кисела среда, тъй като образуват H2S. Но металните сулфиди имат изключително ниска разтворимост, поради което не претърпяват хидролиза.
Хидролизата на сулфидите е сложен процес и в зависимост от условията се получават сероводород, други сулфиди, полисулфиди, политионати и други:
{\displaystyle {\ce {CaS + H2O -> Ca^{2+}{}+ HS- + OH-}}}
{\displaystyle {\ce {2Na2S + 2O2 + H2O -> Na2S2O3 + 2NaOH}}}
С Hg(II), As(III), AX(V), Sb(III), Sb(V) и Sn(IV) образува тиокомплекси, които в кисела среда се разлагат до неразтворими сулфиди и сероводород:
{\displaystyle {\ce {2AsS4^{3-}{}+ 2H+ -> As2S5 + 3H2S}}}

### Аналитични реакции
| Сулфид | Ks        | S [mol/l] |
| ------ | --------- | --------- |
| CdS    | 7,9×10-27 | 8,9×10-14 |
| PbS    | 2,5×10-27 | 5,0×10-14 |
| CuS    | 6,3×10-36 | 2,5×10-18 |
| Bi2S3  | 1,0×10-97 | 1,5×10-20 |
| HgS    | 4,0×10-53 | 1,3×10-26 |
| As2S3  | 4,0×10-29 | –         |
| Sb2S3  | 3,0×10-27 | –         |
| SnS    | 2,5×10-27 | 5,0×10-14 |

Сулфидите са основен клас в аналитичната химия. Те образуват 2ра и 3та аналитична група катиони. Могат да бъдат доказани чрез отделяне на свободен H2S при реакция с минерална киселина или при почерняването на филтърна хартия, напоена с Pb(CH3COO)2.
Сулфидният йон е силен редуктор и редуцира I2 до I-, MnO-
4 до Mn2+ в кисела среда и до MnO(OH)2 в алкална среда, Fe3+ до Fe2+ и AsO3-
4 AsO3-
3. Продукти на окислението на S2- могат да бъдат свободна сяра, SO2 и H2SO4.
Други аналитични реакции за доказване на S2- включват комплексообразуване:
{\displaystyle {\ce {S^{2-}{}+ [Fe(CN)5NO]^{2-}-> [Fe(CN)5NOS]^{4-}}}}
и йод-азидната реакция:
{\displaystyle {\ce {S^{2-}{}+ I2 -> S v + 2I-}}}
{\displaystyle {\ce {S + 2N3^{-}{}-> S^{2-}{}+ 3N2 ^}}}

## Получаване
Сулфиди могат да се получат чрез:
- директен синтез {\displaystyle {\ce {Fe + S -> FeS}}}
- въглеродна редукция на сулфати {\displaystyle {\ce {Na2SO4 + 4C -> Na2S + 4CO}}}
- утаяване с H2S или разтворими сулфиди {\displaystyle {\ce {MnSO4 + H2S -> MnS + H2SO4}}}
- неутрализация на алкални основи с H2S {\displaystyle {\ce {NaOH + H2S -> NaHS + H2O}}}

## В индустрията
Сулфидните минерали са широко разпространени. От тях се получават съответните метали. От слабо разтворимите сулфиди се получават минерални бои. Алкалните сулфиди се използват в кожарската промишленост и за получаването на органосерни съединения. Някои суфиди се използват в полупроводниковата промишленост.